# Foëcy
Foëcy is een gemeente in het Franse departement Cher (regio Centre-Val de Loire). De plaats maakt deel uit van het arrondissement Vierzon. Foëcy telde op 1 januari 2022 2.052 inwoners. In de gemeente ligt spoorwegstation Foëcy. 

## Geografie
De oppervlakte van Foëcy bedroeg op 1 januari 2022 16,21 vierkante kilometer; de bevolkingsdichtheid was toen 126,6 inwoners per km².

De onderstaande kaart toont de ligging van Foëcy met de belangrijkste infrastructuur en aangrenzende gemeenten.

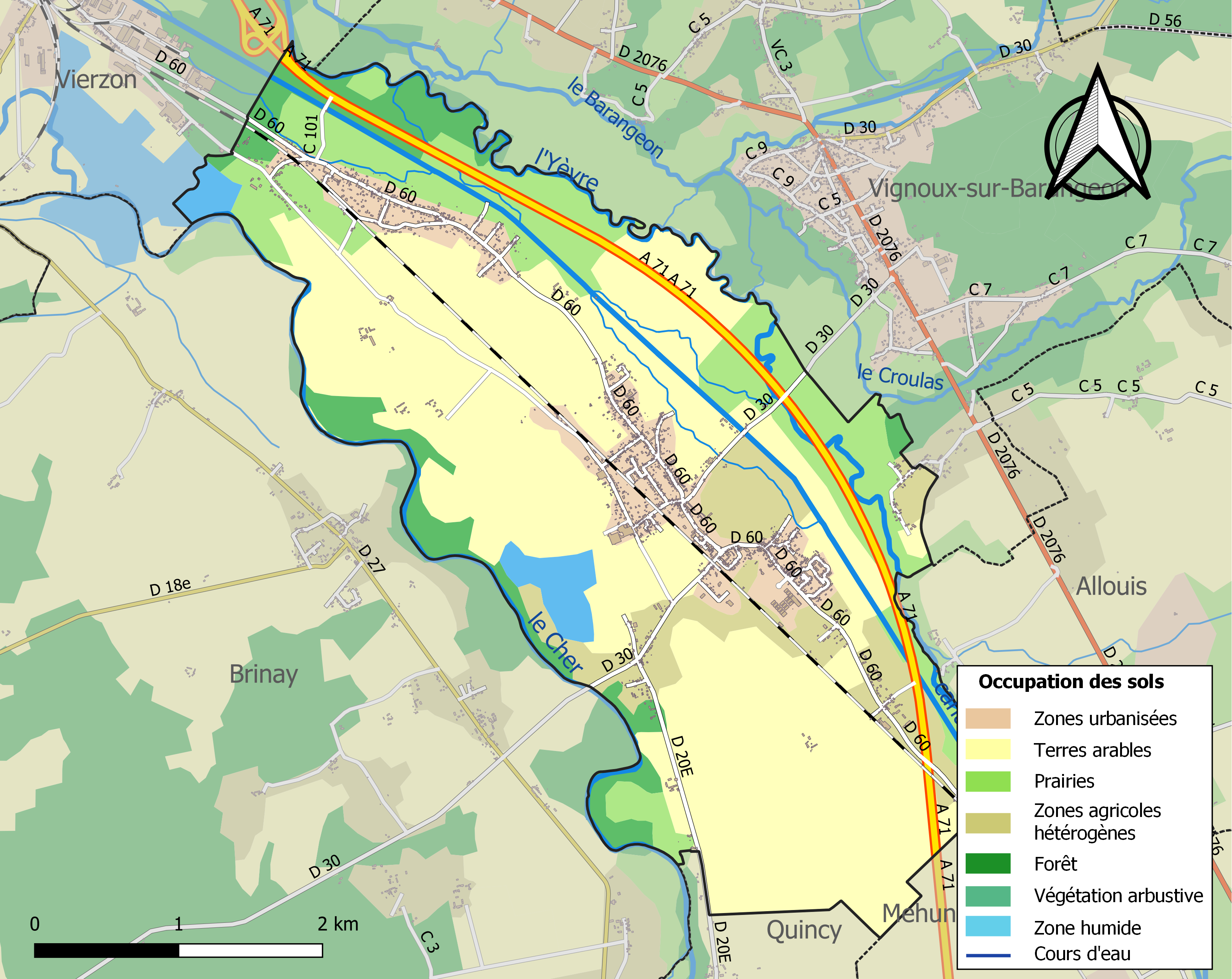

## Demografie
Onderstaande figuur toont het verloop van het inwonertal (bron: INSEE-tellingen).